# Уилер, Эндрю
Эндрю Р. Уилер (англ. Andrew R. Wheeler; род. 23 декабря 1964 года, Гамильтон, Огайо) — американский юрист, бывший лоббист угольной промышленности. Исполняющий обязанности Администратора Агентства по охране окружающей среды (с 9 июля 2018).

## Биография
Он получил степень бакалавра искусств по английскому языку и биологии в Кейсовском университете Западного резервного района в Кливленде, штат Огайо (1987). Доктор права (Университет Вашингтона в Сент-Луисе, 1990). Магистр делового администрирования (Университет Джорджа Мейсона, 1998).
С 1991 по 1995 год — специальный помощник директора отдела управления информацией Управления по защите окружающей среды и токсичности Агентства по охране окружающей среды. С января 1995 года по январь 1997 года — главный советник сенатора Джима Инхофа. С 1997 года работал в Конгрессе в качестве директора по персоналу в Подкомитете Сената США по чистому воздуху, изменению климата, водно-болотным угодьям и ядерной безопасности, который возглавлял Инхоф до 2001 года. После этого он был директором по персоналу меньшинства при председателе Джордже Войновиче с 2001 по 2003 год. С 2003 по 2009 год он был главным советником в Комитете Сената по окружающей среде и общественным работам.
С 2009 года Уилер работал в юридической фирме Faegre Baker Daniels.
В октябре 2017 года Уилер был официально выдвинут на должность заместителя Администратора Агентства по охране окружающей среды президентом Дональдом Трампом. Кандидатура была утверждена Сенатом США 12 апреля 2018 года.